# William Wilson Morgan
William Wilson Morgan (3. siječnja 1906. – 21. lipnja 1994.)., američki astronom.
Glavna tema Morganova rada bilo je proučavanje klasificiranja zvijezda i galaksija. Zajedno s Philipom Keenanom razvio je MK-sustav klasificiranja zvijezda prema njihovu spektru. Također je razvio nekoliko sustava klasificiranja galaksija, među kojima je i prvi takav sustav koji je uzimao u obzir i fizikalna svojstva galaksija, za razliku od pukih procjena prostim okom kakvima je prednost davao Edwin Hubble. Izumio je danas široko rasprostranjenu klasifikaciju masivnih cD galaksija u središtima galaktičkih skupova.
Radio je na Opservatoriju Yerkes. Zajedno s Donaldom Osterbrockom i Stewartom Sharplessom, pomoću mjerenja udaljenosti zvijezda O i B tipa dokazao je postojanje spiralnih krakova u galaksiji Mliječni put.

## Priznanja
Nagrade
- Medalja Bruce (1958.)
- Docentura Henry Norris Russell (1961.)
- Medalja Henry Draper (1980.)
- Medalja Herschel (1983.)

Po njemu prozvano
- Asteroid 3180 Morgan

## Vanjske poveznice
- Životopis

## Vidjeti također
- Klasificiranje galaksija#Morganova klasifikacija
- Edwin Hubble
- Gérard de Vaucouleurs
- Knut Emil Lundmark